# Henrik Pontoppidan
Henrik Pontoppidan (Fredericia, 24 de Julho de 1857 — Copenhaga, 21 de Agosto de 1943) foi um escritor dinamarquês.
Foi galardoado com o Nobel de Literatura de 1917.

## Início da vida e da carreira

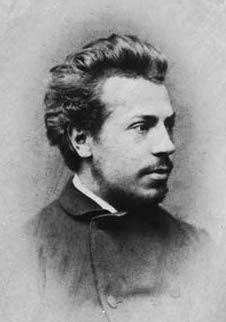
Pontoppidan c. 1874

Filho de um vigário da Jutlândia e pertencente a uma antiga família de vigários e escritores, Pontoppidan desistiu de uma formação como engenheiro, trabalhou como professor primário, tendo-se dedicado ao jornalismo independente e à escrita a tempo inteiro fazendo a sua estreia literária em 1881.
A primeira fase da sua obra caracteriza-se por uma crítica social rebelde, tal como se revoltou contra os antecedentes privilegiados da sua própria família. Numa frase famosa, Henrik Pontoppidan zombou da latinização passada do apelido da sua família, Pontoppidan, a partir do seu original dinamarquês Broby. Broby, significa literalmente ponte (na) cidade ou, em latim, Pons Oppidum. Henrik Pontoppidan zombou desta prática, que teve lugar no século XVII, como "a má ideia do hábito de pessoas educadas, de decorar o seu bom nome dinamarquês com um Adrienne (vestido feminino usado na época para dançar) latino, uma ridícula plumagem de pavão".
Em contos prosaicos descreve impiedosamente a vida dos camponeses e dos proletários do país, com quem ele vivia em contacto próximo. Ele foi talvez o primeiro escritor dinamarquês progressista a quebrar com o retrato idealizado dos agricultores. Os contos desta época estão recolhidos em Landsbybilleder (Retratos de Aldeia, 1883) e Fra Hytterne (A partir das Cabanas, 1887). É de importância a colectânea de contos políticos de 1890 Skyer (Nuvens), uma descrição mordaz da Dinamarca sob a autoritária semi-ditadura dos Conservadores, tanto condenando os opressores como desprezando a falta de insatisfação dos dinamarqueses. Após este período, ele concentrou-se cada vez mais em problemas psicológicos e naturalistas sem desistir do seu compromisso social. A revisão em 1889 de Messias por Pontoppidan e a sua peça Den gamle Adam (O velho Adão) de 1890 foram publicadas anonimamente e desencadearam uma polémica após serem acusadas de blasfemas. O editor Ernst Brandes foi multado em 300 coroas por "Messias", em dezembro de 1891, tendo-se suicidado em 1892.

## Obras principais
Os três romances que são normalmente considerados como as principais obras de Pontoppidan foram escritos de 1890 a 1920. Nestas obras estabeleceu, segundo ele próprio, uma versão dinamarquesa do romance como "ampla descrição da sociedade", na tradição de Balzac e Zola. Centrada num herói, ele apresenta um quadro da Dinamarca na época da luta constitucional entre Conservadores e Liberais, da industrialização nascente, dos conflitos culturais e do despertar dos movimentos revolucionários.
- Det forjættede Land (A Terra Prometida), de 1891–95, é a história de um idealista e do seu sonho de ser um pregador no campo o que o leva à desilusão e à insanidade.
- Lykke-Per (O Sortudo Per), de 1898–1904, parcialmente autobiográfico, talvez o seu mais famoso romance, lida com o homem autoconfiante, rico e muito dotado que rompe com sua família religiosa para ser um engenheiro e um conquistador, livre de laços familiares e de sociedade. No entanto, no auge do seu sucesso, estes finalmente prendem-no e ele desiste da sua carreira para vir a ficar na solidão.
- O amargo De dødes Rige (O Reino dos mortos), de 1912–16, mostra a Dinamarca após a aparente vitória da democracia em 1901, uma sociedade em que os ideais políticos se desvanecem, o capitalismo se desenvolve e a imprensa e arte se prostituem, tudo centrado sobre o amor e os planos reformistas desesperançados de um jovem proprietário progressista afligido pela doença.

## Outras Obras
O último grande romance de Pontoppidan, Mands Himmerig (Céu do homem), de 1927,  é uma descrição quase desesperada da crise de um intelectual dinamarquês no momento do eclosão da Primeira Guerra Mundial.
Pontoppidan escreveu também muitos romances curtos e contos longos em que discutiu temas políticos, psicológicos e sexuais.
Isbjørnen (O Urso Polar), de 1887, descreve o confronto entre um vigário sincero da Groenlândia e os seus companheiros de sacerdócio tacanhos da província dinamarquesa.
Mimoser (Mimosa), de 1886, é um irónico e trágico conto sobre a intolerância exagerada da infidelidade.
Nattevagt (Guarda Noturno), de 1894, lida com um artista corajoso e revolucionário, que, no entanto, é um frustrado fracasso enquanto marido. Pontoppidan baseou-se na vida do seu amigo pintor L. A. Ring para o retrato do personagem Thorkild Drehling, o que Ring considerou como uma traição à confiança entre eles e o levou a cortar o relacionamento com o escritor.
Den gamle Adam (O velho Adão), de 1894, lida com o medo de mulheres por homens e com a sexualidade no seu conjunto.
Borgmester Hoeck og Hustru (O autarca Hoeck e a sua esposa), de 1905, retrata um casamento trágico, dominado pelo ciúme do marido e pela aversão deste à alegria da mulher pela vida.
Um tema central na maior parte destas histórias são as dificuldades de lidar com a nova tolerância, abertura de espírito e democratização que são introduzidas tanto pela transição da sociedade como pela literatura. Outro tema é o conflito entre a natureza masculina introvertida e fechada e a vitalidade da mulher. Por trás de tudo isto jaz o tema clássico do naturalismo do património e do ambiente contra o qual o homem tem de rebelar-se sem quase negar a sua existência. Nas suas últimas obras, ele às vezes parece tornar-se numa mistura de juiz da sociedade e um profeta da desgraça.
Entre 1933 e 1943 Pontoppidan escreveu duas versões diferentes das suas Memórias, em que ele tentou definir a sua própria visão do seu desenvolvimento pessoal. Embora prejudicado pela cegueira e surdez nos últimos anos, ele continuou a ter interesse na política e na vida cultural até ao fim da vida.

## Literary and cultural influence

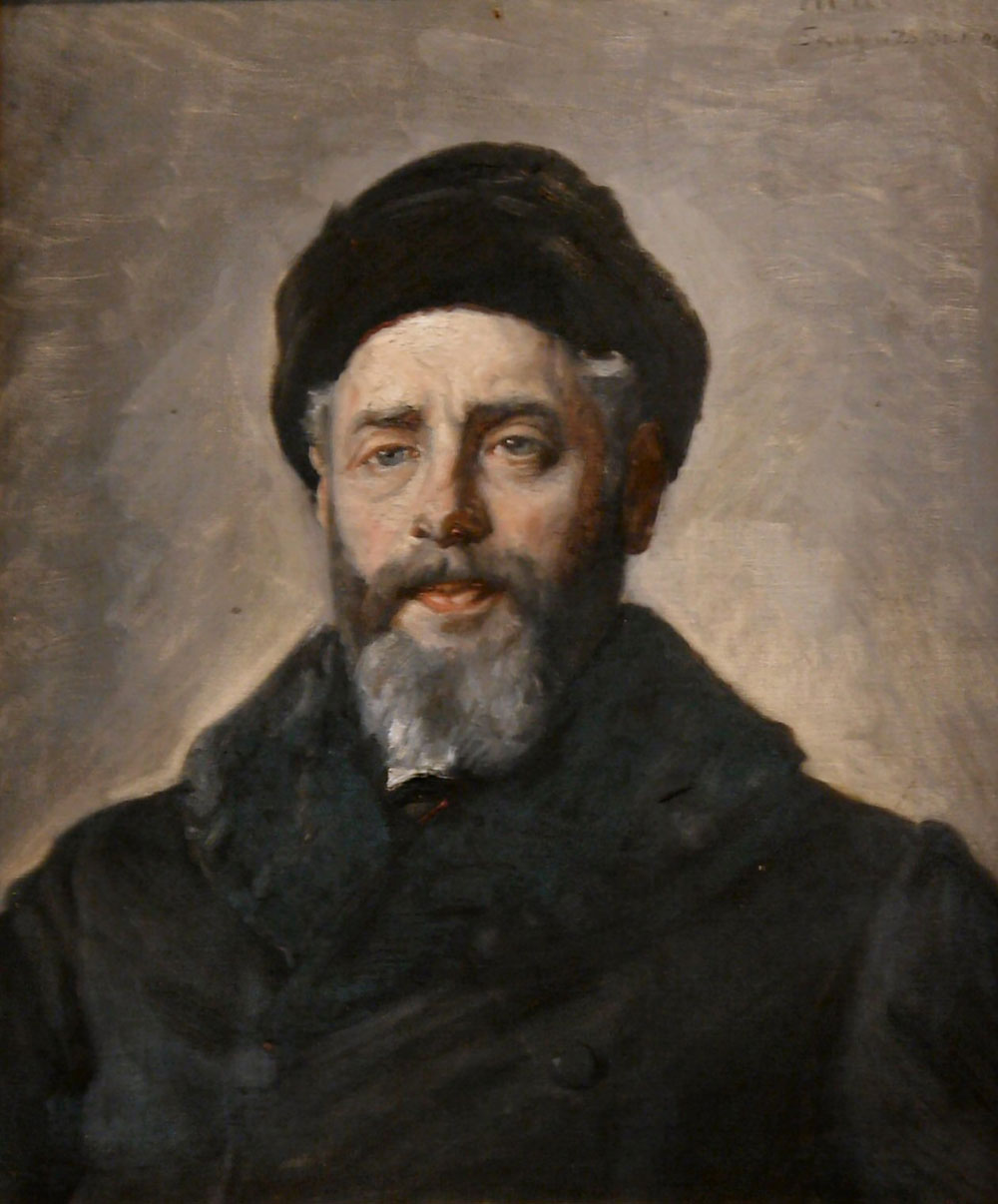
Retrato de Pontoppidan por Michael Ancher (1908)

Quanto ao estilo, Pontoppidan tem sido descrito como um naturalista inato. A sua linguagem parece pura, simples e fácil, mas muitas vezes está carregada de símbolos e sugestões secretas, ironia disfarçada e descrições "objectivas". Ele revia com frequência os trabalhos anteriores, simplificando-os, mas também mudando a sua trama ou aguçando a sua atitude.
Apesar de ser conhecido como um homem de posições e atitudes Pontoppidan continua a ser um dos mais discutidos escritores dinamarquês modernos. Isto em parte por causa do seu carácter pessoal. Pontoppidan era um homem de muitos paradoxos: um nítido liberal no seu tempo, mas um firme patriota, um puritano anti-clerical, uma natureza lutadora mas desiludida, colaborando com os socialistas mas sempre de uma posição independente e individualista. Mas também em parte devido ao seu estilo que muitas vezes tem sido considerado como ambíguo e impenetrável; a sua mistura de parcialidade e objectividade tem frequentemente confundido leitores e críticos e, de facto, liberais, radicais, conservadores, direitistas e socialistas, todos tentaram encontrar os seus próprios ideais nas obras dele. Ele tem sido considerado como o total antagonista de Georg Brandes e o seu aluno mais correcto.
De todos os escritores avançados modernos, Pontoppidan é provavelmente o mais influente e o que viveu mais tempo. Os seus escritos críticos sociais marcam-no como um pioneiro da literatura dinamarquesa do século XX. Os conservadores culturais têm-se inspirado na sua crítica do modernismo após a I Guerra Mundial. Em síntese, ele estabeleceu um padrão de "romances sobre a sociedade", que continua a ser relevante.

## Nota
- Este artigo foi inicialmente traduzido, total ou parcialmente, do artigo da Wikipédia em inglês cujo título é «Henrik Pontoppidan».